# Peridrofenantrene
Il peridrofenantrene (C14H24) è un idrocarburo policiclico e si forma dall'unione di tre cicloesani. È come il fenantrene ma differisce da esso perché il peridrofenantrene è saturo (il prefisso peridro sta appunto ad indicare il massimo numero di idrogeni possibili) e non presenta quindi doppi legami.